# Стефан Неаполитанский
Стефан Неаполитанский (как епископ Неаполя — Стефан I; лат. Stephanus, итал. Stefano; V—VI века) — епископ Неаполя в конце V — начале VI века; святой, почитаемый в Римско-католической церкви (день памяти — 11 апреля).

## Биография
Основной нарративный источник о святом Стефане Неаполитанском — написанная на рубеже VIII—IX веков анонимным автором первая часть «Деяний неаполитанских епископов».
О происхождении и ранних годах жизни Стефана Неаполитанского сведений в исторических источниках не сохранилось. Он взошёл на епископскую кафедру Неаполя после скончавшегося приблизительно в 496 году святого Виктора. Среди церковных историков раньше существовало мнение, что Стефан стал епископом сразу же после смерти своего предшественника. Однако впоследствии было установлено, что лежавшие в основе этого предположения послания, направленные неаполитанскому епископу папой римским Геласием I, являются позднейшими подделками. Первое достоверное упоминание о Стефане как главе Неаполитанской епархии датируется мартом 499 года, когда он принимал участие в созванном в Риме папой Симмахом церковном соборе. Возможно, что интронизация нового епископа Неаполя могла состояться в феврале 498 года.
В то время когда святой Стефан управлял Неаполитанской епархией, в Риме бушевала схизма, разделившая христиан на два лагеря: одни из них поддерживали законноизбранного папу Симмаха, другие стояли на стороне Лаврентия. Для борьбы с раскольниками Симмах провёл в Риме несколько синодов. Стефан Неаполитанский принимал участие, по крайней мере, в двух из них: в церковных соборах 499 и 501 годов.
По повелению Стефана Неаполитанского была восстановлена построенная ещё при римском императоре Константине I Великом церковь. Этот освящённый в честь Святого Спасителя храм с того времени получил название Стефания.
При Стефане Неаполитанском в декабре 512 или 513 года произошло извержение Везувия, от которого сильно пострадали жители Кампании. По свидетельству Кассиодора, чтобы облегчить жизнь своих подданных после этого бедствия, остготский король Теодорих Великий отменил часть бравшихся с жителей пострадавших областей налогов, а епископ выделил нуждавшимся средства из доходов своей епархии. При Теодорихе Великом Неаполь — богатый и процветающий город, в котором мирно сосуществовали италийцы и остготы. Вероятно, здесь находился центр одного из графств (лат. comitive), на которые было поделено Остготское королевство.
Святой Стефан скончался после пятнадцати лет и двух месяцев управления епархией и был похоронен под алтарём в базилике Святой Реституты, бывшей тогда кафедральным собором Неаполя. Дата этого события неизвестна. Его преемником в епископском сане был святой Помпоний.
Уже вскоре после смерти Стефан стал почитаться неаполитанцами как святой. Об этом свидетельствует упоминание его имени в мартирологе IX века, автор которого использовал для его составления более ранние церковные источники. День памяти святого Стефана Неаполитанского отмечается 11 апреля.